# Laï
Laï er en by i Tchad og er hovedbyen i regionen Tandjilé. Byen har en befolkning på 14.272 (1993). 
9°24′N 16°18′Ø / 9.400°N 16.300°Ø